# مورگان پرسل

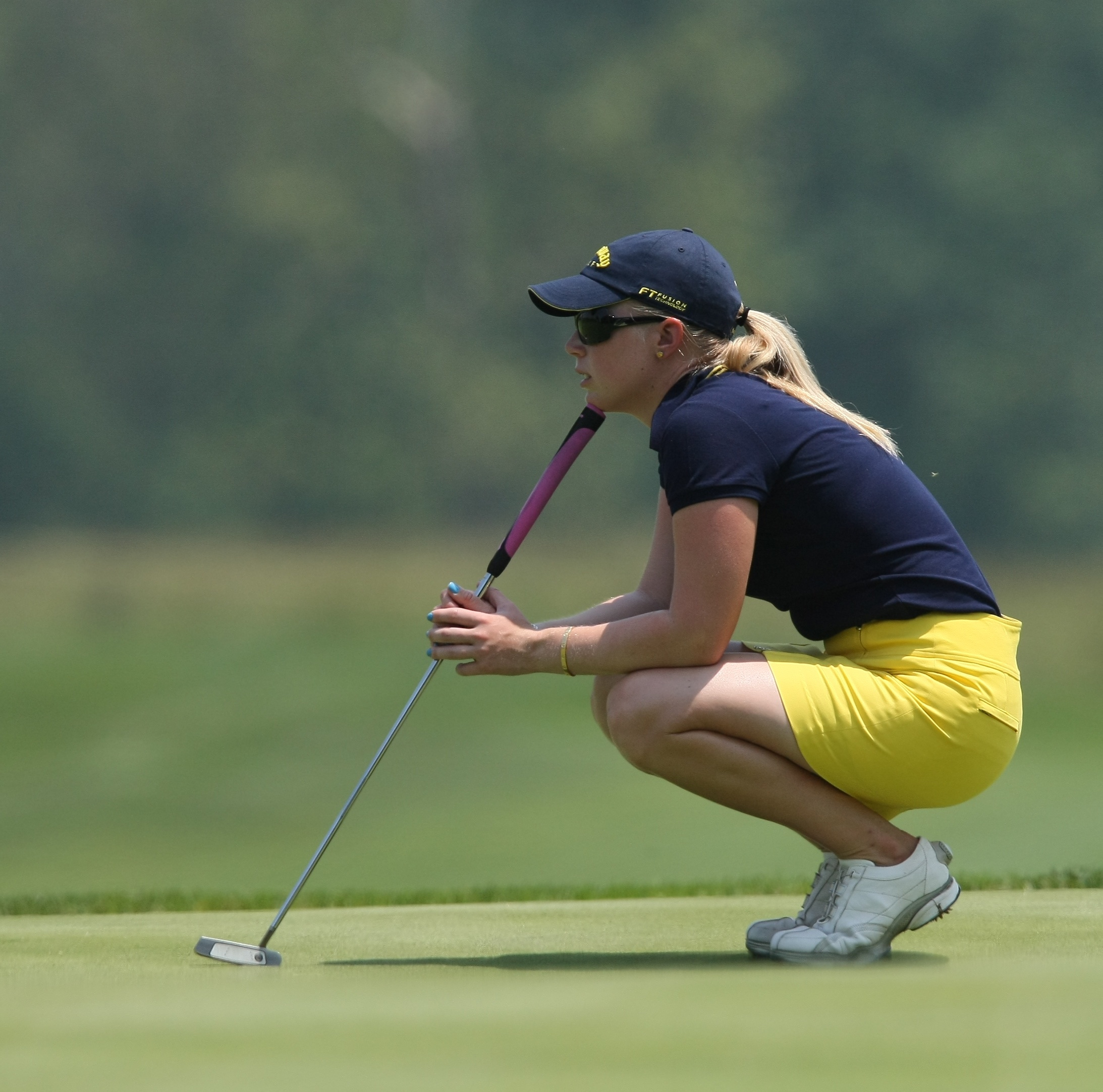
نگاره‌ای از مورگان پرسل در گرین، در حین تماشای حرکت توپ در محوطهٔ مسطح که حفره در آن قرار دارد.

مورگان پرِسِل (انگلیسی: Morgan Pressel؛ زادهٔ ۲۳ مهٔ ۱۹۸۸) گلف‌باز حرفه‌ای اهل ایالات متحده آمریکا است که در تور اتحادیه گلف حرفه‌ای زنان رقابت می‌کند. او سال ۲۰۰۱ در ۱۲سالگی به مسابقات گلف اپن زنان ایالات متحده راه یافت و کم‌سن‌وسال‌ترین بازیکن تاریخ این مسابقات لقب گرفت. او در ۱۷سالگی قهرمان مسابقات قهرمانی بزرگ گلف زنان (major championships) شد و رکورد جوانترین قهرمان این جام را از آنِ خود کرد.